# 김완 (기자)
김완은 대한민국의 기자이다. 한겨레, 프레시안 등의 언론매체에서 칼럼니스트로 활동하다가 2010년 1월 매체비평지 미디어스에 입사했으며 미디어스에서 정치팀장, 정책팀장, 편집국 차장, 편집국장 등을 역임했다. 이후 한겨레21로 이직하여 이슈팀 기자로 활동했다. 팟캐스트 <한겨레21 '훅'> 진행자 중 한 명이다. 제49회 한국기자상 수상자 중 한 명이다. 2009년 대한민국을 강타한 장자연 사망 관련 단독 기사를 2012년에 쓰기도 하였다.

## 저서

### 공저
- 《안철수 밀어서 잠금해제》. 메디치미디어. 2011년. ISBN 9788994612126